# 中国大使館都内一等地買収問題

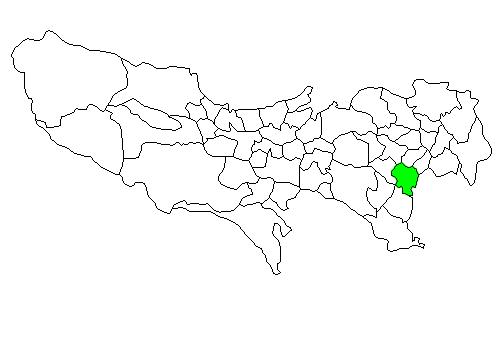
東京都港区

中国大使館都内一等地買収問題（ちゅうごくたいしかんとないいっとうちばいしゅうもんだい）とは、2011年（平成23年）4月26日に中華人民共和国政府が東京都港区南麻布（北緯35度38分58.5秒 東経139度43分29.8秒 / 北緯35.649583度 東経139.724944度）に国家公務員共済組合連合会が所有する5,677平方メートルの敷地を一般競争入札で落札したことに端を発した、一連の問題のこと。
新潟市で新潟中国総領事館の万代小学校跡地移転問題、名古屋市で名古屋中国総領事館の国家公務員宿舎跡地移転問題が同様に起きた。

## 経過
2008年（平成20年）
- 中国政府が大使館員の住宅用地として、中国大使館別館（北緯35度38分58秒 東経139度43分32秒 / 北緯35.64944度 東経139.72556度）に隣接する当該敷地を取得したい旨を日本政府に打診する[5]。

2011年（平成23年）
- 4月26日、中国大使館が東京都港区南麻布に国家公務員共済組合連合会が所有する5,677平方メートルの敷地を一般競争入札で60億円で落札する[2][6]。
- 5月2日、自民党衆議院議員・浜田和幸が自身のブログにて、中国政府が国家公務員共済組合連合会所有地を落札したことを公開し、鳩山由紀夫前首相の「日本は日本人だけのものではない」とした発言を挙げるとともに、菅直人首相と外務省は自ら国土を献上するような行動をとっていると非難[1][7]。
- 5月13日、衆議院外務委員会にて、自民党衆議院議員・小野寺五典が、中国大使館による国家公務員共済組合連合会の所有地落札について質問し、外務大臣・松本剛明が「適法な形で取得したことに反対する理由はない」と答弁する[2]。
- 5月17日、日本の領土を守るため行動する議員連盟が国会内で緊急総会を開催。中国大使館による土地取得への規制を求める意見が相次ぎ[6]、事実上機能していない外国政府の土地取得を制限する法律の改正などの議論を続ける方針を確認した[6]。
- 5月25日、中国大使館と国家公務員共済組合連合会との売買契約の期限日[6]。

## 中国政府の主張と日本側の反応
中国政府は外務省に対し、老朽化して手狭になった中国大使公邸などの建設用地として取得すると説明している。
5月17日、財務省は中国政府が用途を変更したとしても日本政府が検証することが出来ないことを日本の領土を守るため行動する議員連盟の緊急総会の場で表明した。

## 関係法令
外国政府に対する土地売却については、外国政府の不動産に関する権利の取得に関する政令によって、財務大臣の許可を得なければならないと定められているが、同政令第2条は、「外国政府」とは、財務大臣の指定した国の政府又は政府機関をいう。」とさだめているところ、外国政府の不動産に関する権利の取得に関する政令により財務大臣の指定する国（昭和27年8月大蔵省告示第1531号）により中国を含む177か国以外の国を適用対象としているため中国には適用されない。

## 批判
民主党衆議院議員・松原仁は、在中国日本大使館が中国国内の土地取得を認められていないことから相互主義になっていないと批判している。また、自民党衆議院議員・新藤義孝は、中国が取得した土地の使途を日本側がチェックできないことはおかしいのではないかと疑問を呈している。
自民党の小野寺五典議員は、「日本側は都心の一等地をどんどん買われ、中国の日本大使館は借用ということであれば、いったい相互主義といえるのか。これは多くの日本人が感じる疑問であります」と衆議院外務委員会で指摘している。
櫻井よしこは、日本の在中国公館がすべて賃貸であるのに対して、中国公館は住民の強い反対運動で売却が阻止された新潟と名古屋を除いて土地も建物もすべて中国が取得しており、中国が取得した土地は固定資産税が無税とされていることから、相互主義とは名ばかりのものであり、実態は片務主義であると非難している。

## 日本国内の中国公館
| 名称             | 住所 | 管轄区域 | 土地の 保有形態 | 敷地面積                                                    |
| ---------------- | --- | --- | --------------- | ----------------------------------------------------------- |
| 中国大使館       | 東京都港区元麻布3-4-33（北緯35度39分22.1秒 東経139度43分38.3秒 / 北緯35.656139度 東経139.727306度）           | 日本国（総領事館管轄区域以外）                                                                                   | 所有            | 3333坪（11,000m2）                                          |
| 駐大阪総領事館   | 大阪府大阪市西区靱本町3-9-2（北緯34度40分58.1秒 東経135度29分14.1秒 / 北緯34.682806度 東経135.487250度）      | 大阪府、京都府、兵庫県、奈良県、和歌山県、滋賀県、愛媛県、高知県、徳島県、香川県、広島県、島根県、岡山県、鳥取県 | 所有            | 364坪（1,200m2） （事務棟91坪、別館121坪、公邸・官舎152坪） |
| 駐福岡総領事館   | 福岡県福岡市中央区地行浜1-3-3（北緯33度35分26.3秒 東経130度21分39.1秒 / 北緯33.590639度 東経130.360861度）    | 福岡県、山口県、佐賀県、大分県、 熊本県、鹿児島県、宮崎県、沖縄県                                                | 所有            | 1,515坪（5,000m2）                                          |
| 駐札幌総領事館   | 北海道札幌市中央区南13条西23-5-1（北緯43度2分21.6秒 東経141度19分27.6秒 / 北緯43.039333度 東経141.324333度）  | 北海道、青森県、秋田県、岩手県                                                                                   | 所有            | 1,515坪（5,000m2）                                          |
| 駐長崎総領事館   | 長崎県長崎市橋口町10-35（北緯32度46分40.4秒 東経129度51分59.3秒 / 北緯32.777889度 東経129.866472度）          | 長崎県 | 所有            | 1,000坪（3,300m2）                                          |
| 駐名古屋総領事館 | 愛知県名古屋市東区東桜2-8-37（北緯35度10分23秒 東経136度54分57.4秒 / 北緯35.17306度 東経136.915944度）        | 愛知県、岐阜県、福井県、 富山県、石川県、三重県                                                                  | 賃貸            |                                                             |
| 駐新潟総領事館   | 新潟県新潟市中央区西大畑町5220-18（北緯37度55分30.6秒 東経139度2分12.1秒 / 北緯37.925167度 東経139.036694度） | 新潟県、宮城県、山形県、福島県                                                                                   | 賃貸            |                                                             |

## 中国国内の日本公館
| 名称           | 住所                                        | 管轄区域                               | 土地の 保有形態 | 敷地面積 |
| -------------- | ------------------------------------------- | -------------------------------------- | --------------- | -------- |
| 日本大使館     | 北京市朝陽区建国門外日壇路7号               | 中華人民共和国（総領事館管轄区域以外） | 賃貸            |          |
| 在重慶総領事館 | 重慶市渝中区鄒容路68号大都会商廈37F         | 重慶市、四川省、雲南省、貴州省         | 賃貸            |          |
| 在広州総領事館 | 広州市環市東路368号花園大厦                 | 広東省、広西壮族自治区、福建省、海南省 | 賃貸            |          |
| 在上海総領事館 | 上海市万山路8号                             | 上海市、江蘇省、浙江省、安徽省         | 賃貸            |          |
| 在瀋陽総領事館 | 遼寧省瀋陽市和平区十四緯路50号              | 遼寧省、吉林省、黒龍江省               | 賃貸            |          |
| 在青島総領事館 | 青島市香港中路59号 青島国際金融中心45階     | 山東省                                 | 賃貸            |          |
| 在香港総領事館 | 香港中環康楽廣場8號交易廣場第一座46樓及47樓 | 香港特別行政区、マカオ特別行政区       | 賃貸            |          |